# Ігнасіо (Колорадо)
Ігнасіо (англ. Ignacio) — місто (англ. town) в США, в окрузі Ла-Плата штату Колорадо. Населення — 852 особи (2020).

## Географія
Ігнасіо розташоване за координатами 37°7′4″ пн. ш. 107°38′15″ зх. д. / 37.11778° пн. ш. 107.63750° зх. д. (37.117736, -107.637469).  За даними Бюро перепису населення США в 2010 році місто мало площу 1,08 км², уся площа — суходіл.

## Демографія
Згідно з переписом 2010 року, у місті мешкало 697 осіб у 280 домогосподарствах у складі 175 родин. Густота населення становила 648 осіб/км².  Було 307 помешкань (285/км²).
Расовий склад населення:
| - 59,0 % — білих - 16,9 % — корінних американців - 1,0 % — чорних або афроамериканців - 0,1 % — азіатів - 9,8 % — осіб інших рас |

До двох чи більше рас належало 13,2 %. Частка іспаномовних становила 47,1 % від усіх жителів.
За віковим діапазоном населення розподілялося таким чином: 27,3 % — особи молодші 18 років, 57,9 % — особи у віці 18—64 років, 14,8 % — особи у віці 65 років та старші. Медіана віку мешканця становила 36,8 року. На 100 осіб жіночої статі у місті припадало 99,1 чоловіків;  на 100 жінок у віці від 18 років та старших — 89,2 чоловіків також старших 18 років.
Середній дохід на одне домашнє господарство  становив 56 694 долари США (медіана — 48 333), а середній дохід на одну сім'ю — 62 852 долари (медіана — 51 923). Медіана доходів становила 39 375 доларів для чоловіків та 35 909 доларів для жінок. За межею бідності перебувало 18,7 % осіб, у тому числі 27,6 % дітей у віці до 18 років та 6,8 % осіб у віці 65 років та старших.
Цивільне працевлаштоване населення становило 393 особи. Основні галузі зайнятості: освіта, охорона здоров'я та соціальна допомога — 22,4 %, мистецтво, розваги та відпочинок — 16,8 %, науковці, спеціалісти, менеджери — 12,2 %, будівництво — 10,9 %.